# Puchar Chorwacji w piłce siatkowej mężczyzn (2022/2023)
Puchar Chorwacji w piłce siatkowej mężczyzn 2022/2023 (oficjalnie Hrvatski odbojkaški kup Vinka Dobrića) – 30. edycja siatkarskiego Pucharu Chorwacji zorganizowana przez Chorwacki Związek Piłki Siatkowej (Hrvatski odbojkaški savez, HOS). Zainaugurowana została 18 listopada 2022 roku.
W rozgrywkach o Puchar Chorwacji wzięło udział 15 drużyn – 12 uczestników Superligi w sezonie 2022/2023 oraz trzech zwycięzców pucharów regionalnych. Rozgrywki składały się z 1/8 finału, ćwierćfinałów, półfinałów oraz finału. We wszystkich fazach rywalizacja toczyła się systemem pucharowym, a o awansie decydowało jedno spotkanie.
Finał odbył się 15 marca 2023 roku w hali sportowej Bojan Stranić (Dom odbojke Bojan Stranić) w Zagrzebiu. Po raz trzeci Puchar Chorwacji zdobył MOK Mursa Osijek, który w finale pokonał HAOK Mladost Zagrzeb. MVP finału wybrany został Brazylijczyk Pedro Luiz Santos.
Rozgrywki o Puchar Chorwacji poświęcone były pamięci byłego siatkarza i trenera Vinka Dobricia, który zmarł w lutym 2022 roku.

## System rozgrywek
Rozgrywki o Puchar Chorwacji w sezonie 2022/2023 składały się z 1/8 finału, ćwierćfinałów, półfinałów i finału. Nie był grany mecz o 3. miejsce. Brało w nich udział 15 drużyn: 12 zespołów uczestniczących w sezonie 2022/2023 w Superlidze oraz zwycięzcy trzech pucharów regionalnych. We wszystkich rundach rywalizacja toczyła się w systemie pucharowym, a o awansie decydowało jedno spotkanie.
Przed każdą rundą odbywało się losowanie wyłaniające pary meczowe. Losowanie 1/8 finału miało miejsce 31 października, ćwierćfinałów – 25 listopada, natomiast półfinałów – 9 grudnia.
Przed losowaniem 1/8 finału drużyny podzielone zostały na rozstawione i nierozstawione. Rozstawionych było osiem najlepszych zespołów Superligi w sezonie 2021/2022.
| Drużyny rozstawione | Drużyny rozstawione  |
| ------------------- | -------------------- |
| 1.                  | HAOK Mladost Zagrzeb |
| 2.                  | MOK Mursa Osijek     |
| 3.                  | OK Ribola Kaštela    |
| 4.                  | OK Kitro Varaždin    |
| 5.                  | OKM Centrometal      |
| 6.                  | OK Split             |
| 7.                  | MOK Rijeka           |
| 8.                  | OK Sisak             |

| Drużyny nierozstawione |
| ---------------------- |
| MOK Čazma              |
| MOK Marsonia           |
| OK Medicinar Trnje     |
| Opatija Volley         |
| OK Rovinj              |
| OK Zadar               |
| OK Zrinski Nuštar      |

Do drużyn rozstawionych dolosowywano drużyny nierozstawione. W ten sposób powstały pary meczowe 1/8 finału. Gospodarzami meczów w parach były zespoły nierozstawione.
| Para 1 | drużyna nierozstawiona | HAOK Mladost Zagrzeb |
| Para 2 | drużyna nierozstawiona | MOK Mursa Osijek     |
| Para 3 | drużyna nierozstawiona | OK Ribola Kaštela    |
| Para 4 | drużyna nierozstawiona | OK Kitro Varaždin    |
| Para 5 | drużyna nierozstawiona | OKM Centrometal      |
| Para 6 | drużyna nierozstawiona | OK Split             |
| Para 7 | drużyna nierozstawiona | MOK Rijeka           |
| Para 8 | drużyna nierozstawiona | OK Sisak             |

Losowanie par ćwierćfinałowych odbywało się zgodnie z zasadą, że do zwycięzców w parach 1-4 1/8 finału dolosowywano zwycięzców w parach 5-8. Gospodarzami meczów w parach ćwierćfinałowych byli zwycięzcy w parach 5-8 1/8 finału.
W losowaniu par półfinałowych brały udział wszystkie kluby, które awansowały z ćwierćfinałów. Gospodarzami spotkań były drużyny, które zostały wylosowane jako pierwsze w parze.

## Drużyny uczestniczące
| Superliga (12 drużyn) | Superliga (12 drużyn) |
| --------------------- | --------------------- |
| HAOK Mladost Zagrzeb  | finał                 |
| MOK Marsonia          | 1/8 finału            |
| MOK Mursa Osijek      | zwycięstwo            |
| MOK Rijeka            | półfinał              |
| OK Kitro Varaždin     | ćwierćfinał           |
| OK Medicinar Trnje    | 1/8 finału            |
| OK Ribola Kaštela     | 1/8 finału            |
| OK Rovinj             | 1/8 finału            |
| OK Sisak              | półfinał              |
| OK Split              | ćwierćfinał           |
| OK Zadar              | ćwierćfinał           |
| OKM Centrometal       | ćwierćfinał           |

| Zdobywcy pucharów regionalnych (3 drużyny) | Zdobywcy pucharów regionalnych (3 drużyny) | Zdobywcy pucharów regionalnych (3 drużyny) |
| ------------------------------------------ | ------------------------------------------ | ------------------------------------------ |
| Regija Istok                               | OK Zrinski Nuštar                          | 1/8 finału                                 |
| Regija Jug                                 | —                                          | —                                          |
| Regija Sjever                              | MOK Čazma                                  | 1/8 finału                                 |
| Regija Zapad                               | Opatija Volley                             | 1/8 finału                                 |

## Rozgrywki

### 1/8 finału
| 18.11.2022 19:00 (UTC+1) | MOK Čazma | 0:3 (18:25, 24:26, 22:25) | HAOK Mladost Zagrzeb | Školsko-športska dvorana OŠ Čazma, Čazma Widzów: 70 Sędziowie: Antica Nižić i Dominik Hamer |

| 19.11.2022 14:00 (UTC+1) | Opatija Volley | 0:3 (11:25, 11:25, 14:25) | MOK Mursa Osijek | Sportska dvorana Marino Cvetković, Opatija Widzów: brak danych Sędziowie: Elena Mujakić i Dominik Hamer |

| 19.11.2022 16:00 (UTC+1) | OK Zadar | 3:2 (13:25, 30:28, 21:25, 25:20, 15:12) | OK Ribola Kaštela | Dvorana Krešimir Ćosić, Zadar Widzów: 30 Sędziowie: Luka Humski i Dominik Raca |

| 19.11.2022 15:15 (UTC+1) | OK Medicinar Trnje | 0:3 (22:25, 18:25, 23:25) | OK Kitro Varaždin | Školska sportska dvorana Boško Božić Pepsi, Zagrzeb Widzów: 50 Sędziowie: Ivica Špadina i Ante Jukić |

| 19.11.2022 18:00 (UTC+1) | MOK Marsonia | 0:3 (13:25, 15:25, 18:25) | OKM Centrometal | Dvorana Vijuš, Slavonski Brod Widzów: 50 Sędziowie: Damir Pišćak i Goran Kopić |

| 11.12.2022 16:30 (UTC+1) | OK Zrinski Nuštar | 0:3 (11:25, 20:25, 20:25) | OK Split | Školska sportska dvorana OŠ Zrinskih Nuštar, Nuštar Widzów: 50 Sędziowie: Damir Horvat i Damir Pišćak |

| 19.11.2022 18:00 (UTC+1) | OK Rovinj | 2:3 (25:21, 22:25, 25:21, 17:25, 11:15) | OK Sisak | Dvorana Gimnasium, Rovinj Widzów: brak danych Sędziowie: Želimir Kušljić i Dalibor Tota |

Uwaga: MOK Rijeka uzyskał bezpośredni awans do ćwierćfinału, ponieważ nie został wyłoniony zdobywca pucharu Regionu Południowego (Regija Jug).

### Ćwierćfinały
| 27.01.2023 19:00 (UTC+1) | OK Split | 0:3 (10:25, 11:25, 14:25) | HAOK Mladost Zagrzeb | Športski centar Poljud, Split Widzów: 50 Sędziowie: Ivica Špadina i Dinko Ninić |

| 07.12.2022 18:45 (UTC+1) | OKM Centrometal | 1:3 (20:25, 25:16, 20:25, 20:25) | MOK Mursa Osijek | SGC Aton, Nedelišće Widzów: 50 Sędziowie: Igor Pihler i Dominik Raca |

| 07.12.2022 19:00 (UTC+1) | OK Sisak | 3:0 (28:26, 25:16, 25:21) | OK Zadar | Sportska dvorana Zeleni brijeg, Sisak Widzów: 50 Sędziowie: Tajana Kramar Šandl i Luka Humski |

| 06.12.2022 18:30 (UTC+1) | MOK Rijeka | 3:2 (19:25, 25:20, 19:25, 27:25, 15:11) | OK Kitro Varaždin | Dvorana Mladosti, Rijeka Widzów: 30 Sędziowie: Ivan Jukić i Ante Jukić |

### Półfinały
| 08.02.2023 19:00 (UTC+1) | MOK Rijeka | 0:3 (19:25, 21:25, 17:25) | MOK Mursa Osijek | Dvorana Mladosti, Rijeka Widzów: 50 Sędziowie: Tin Vedriš i Dominik Hamer |

| 08.02.2023 18:00 (UTC+1) | OK Sisak | 0:3 (16:25, 12:25, 19:25) | HAOK Mladost Zagrzeb | Sportska dvorana Zeleni brijeg, Sisak Widzów: 50 Sędziowie: Ana Stipaničev Matečić i Želimir Kušljić |

### Finał
| 15.03.2023 20:00 (UTC+1) | HAOK Mladost Zagrzeb | 2:3 (19:25, 25:27, 25:22, 25:22, 11:15) | MOK Mursa Osijek | Dom odbojke Bojan Stranić, Zagrzeb Widzów: 1034 Sędziowie: Goran Brozić i Ana Stipaničev Matečić |